# Ecologische economie

De economie als subsysteem van de biosfeer: natuurlijke hulpbronnen stromen door de economie en eindigen als afval en vervuiling in de biosfeer.

Ecologische economie (EE) is een interdisciplinair veld van academisch onderzoek dat zich richt op de onderlinge afhankelijkheid en co-evolutie van de menselijke economie en natuurlijke ecosystemen, zowel doorheen de tijd als doorheen de ruimte.
Door de economie te behandelen als een subsysteem van het grotere ecosysteem van de aarde en door het behoud van natuurlijk kapitaal te benadrukken, is de ecologische economie een andere economische school dan de milieueconomie, wat de mainstream manier is om het milieu te behandelen in de economische wetenschap.

## Geschiedenis
Het eerste boek met de titel Ecological economics werd uitgegeven door Juanes Martinez-Alier (Blackwell, Oxford 1987).
Dit werk is een uiteenzetting over ecologische kritieken op de economie tussen de jaren 1880 en 1950.
Verder zijn er nog werken van Nicholas Georgescu-Roegen, William Kapp (1950) en Karl Polanyi (1944), die invloed hadden op wat hedendaagse ecologische economie is. Verschillende sleutelbegrippen in dit vakgebied komen van E.F. Schumachers werk Small is Beautiful - A Study of Economics as if People Mattered (1973). Ook Herman Daly's werk Steady-state economics (1977) had veel invloed op de ecologische economie.
In Noord-Amerika werd het concept van ecologische economie geïntroduceerd door de economen Kenneth Boulding en Herman Daly, de ecologen C.S. Holling, H.T. Odum en Robert Costanza alsook de bioloog Gretchen Daily en de fysicus Robert Ayres. Daly en Costanza hebben onder andere het ISEE (International Society for Ecological Economics) opgericht.
Sindsdien is ecologische economie steeds populairder geworden en toegevoegd aan het curriculum van vele universiteiten.

## Onderwerpen

### Methodologie
Een primaire doelstelling van de ecologische economie is om het economische denken en handelen in de fysieke realiteit te grondvesten, met name in de natuurwetten (met name de wetten van de thermodynamica) en in kennis van biologische systemen.
Het accepteert als doel het verbeteren van het welzijn van de mens door middel van ontwikkeling, maar streeft ernaar om dit te bereiken door middel van planning voor de duurzame ontwikkeling van ecosystemen en samenlevingen. Er wordt, meer dan in de klassieke economische wetenschap een onderscheid gemaakt tussen welvaart en welzijn.
Ecologische economie verschilt van de  neoklassieke economie, door de stelling dat de economie is ingebed in een milieusysteem. Ecologie gaat over de energie- en materie-transacties van het leven en de aarde, en de menselijke economie is per definitie vervat in dit systeem. Ecologische economen beweren dat neoklassieke economie het milieu heeft genegeerd, of in het beste geval dit ziet als een subset van de menselijke economie.
De neoklassieke kijk negeert veel van wat de natuurwetenschappen ons hebben geleerd over de bijdragen van de natuur aan het scheppen van rijkdom, bijvoorbeeld de schenken door de planeet van schaarse materie en energie, samen met de complexe en biologisch diverse ecosystemen die goederen en ecosysteemdiensten leveren aan menselijke gemeenschappen. Voorbeelden zijn: micro- en macro-klimaatregulering, waterrecycling, waterzuivering, regenwaterregulering, afvalopname, voedsel- en medicijnproductie, bestuiving, bescherming tegen zonnestraling en kosmische straling, enzovoort.

### Allocatie van middelen

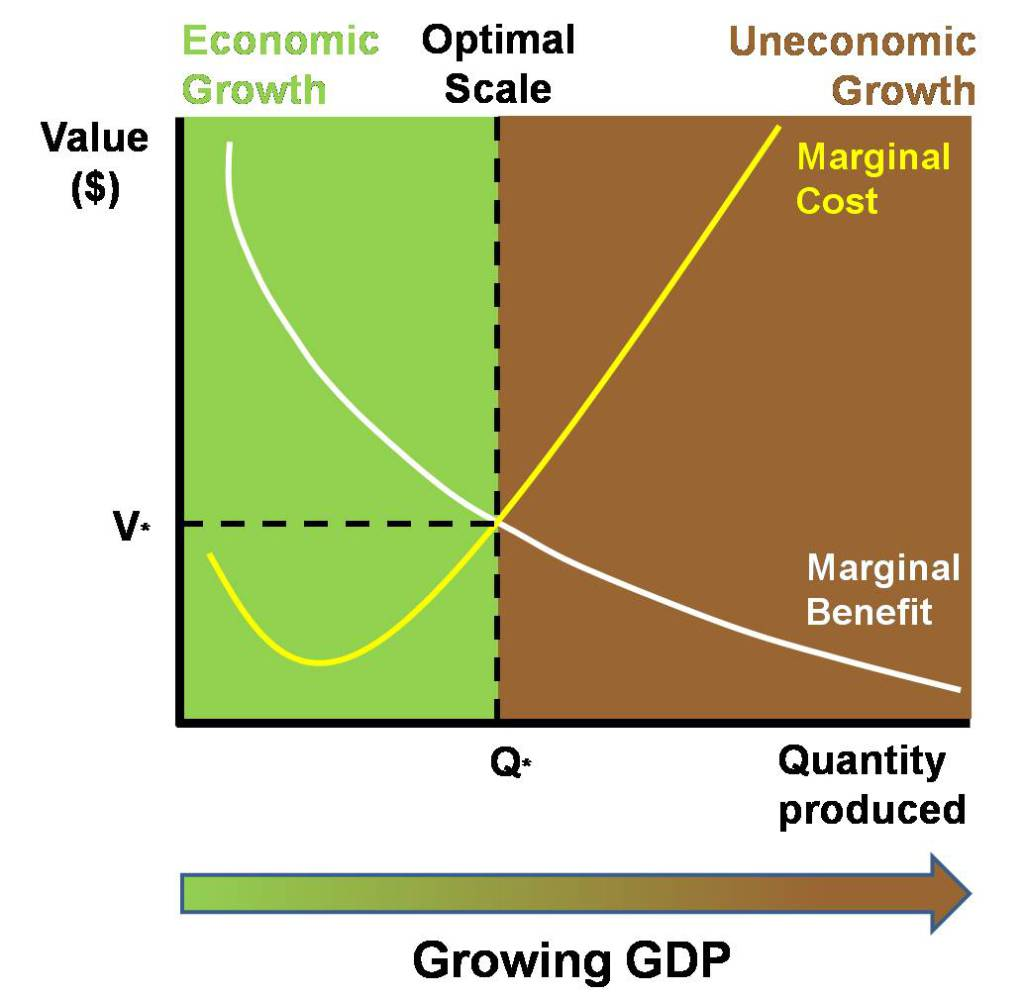
De marginale kosten van een groeiende economie kunnen geleidelijk de marginale opbrengsten overschrijden

De neoklassieke economie richt zich primair op een efficiënte allocatie van middelen en minder op de twee andere problemen die van belang zijn voor de ecologische economie: distributie van vermogen en de schaal van de economie ten opzichte van de ecosystemen waarvan het afhankelijk is. Ecologische economie maakt een duidelijk onderscheid tussen groei (kwantitatieve toename van economische output) en ontwikkeling (kwalitatieve verbetering van de kwaliteit van leven), en beweert dat de neoklassieke economie deze twee verwart. Ecologische economen wijzen erop dat een toename van de per capita consumptie (de typische economische maatstaf van de levensstandaard) niet altijd tot een verbetering van het welzijn van de mens leidt, maar mogelijk ook schadelijke gevolgen geeft voor het milieu en het breder maatschappelijk welzijn. Deze situatie wordt ook wel oneconomische groei genoemd.

### Zwakke versus sterke duurzaamheid
Ecologische economie daagt de conventionele benadering van natuurlijke hulpbronnen uit door te beweren dat de conventionele benadering natuurlijk kapitaal onderwaardeert door het te beschouwen als uitwisselbaar met door de mens gemaakte kapitaal, arbeid en technologie. Het potentieel voor de vervanging van door de mens vervaardigd kapitaal voor natuurlijk kapitaal is een belangrijk debat in de ecologische economie en de milieueconomie.
Er is een continuüm van opvattingen onder economen tussen de sterk neoklassieke posities van Robert Solow en Martin Weitzman, aan de ene kant en de 'entropie pessimisten', met name Nicholas Georgescu-Roegen en Herman Daly, aan de andere.
Neoklassieke economen hebben de neiging om vol te houden dat door de mens gemaakt kapitaal in principe alle soorten natuurlijk kapitaal kan vervangen. Dit staat bekend als de zwakke duurzaamheids-visie, wat betekent dat elke technologie kan worden verbeterd of vervangen door innovatie, en dat er een substituut is voor alle schaarse materialen.
Het andere extreem is de sterke duurzaamheids-opvatting, dat stelt dat de voorraad natuurlijke hulpbronnen en ecologische functies onvervangbaar zijn. Uit de uitgangspunten van sterke duurzaamheid volgt dat economisch beleid een grote verantwoordelijkheid heeft voor de ecologische wereld, en dat duurzame ontwikkeling daarom een andere benadering moet kiezen voor het waarderen van natuurlijke hulpbronnen en ecologische functies.
In 2012 heeft Stanislav Shmelev een nieuwe methodologie ontwikkeld voor de beoordeling van de vooruitgang op macroschaal op basis van multicriteria-methoden, die het mogelijk maakt verschillende perspectieven in beschouwing te nemen, waaronder sterke en zwakke duurzaamheid of milieubeschermers versus industriëlen en streeft naar een 'middenweg' door een sterke neokeynesiaanse economische impuls te geven zonder de natuurlijke hulpbronnen, inclusief water en broeikasgassen direct onder druk te zetten.

### Energie
Waar klassieke energie-economen zeggen dat een stijging in de energievoorraad rechtstreeks verband houdt met het welzijn, zeggen ecologische economen dat zo'n stijging ook kan leiden tot een hogere biodiversiteit, creativiteit of natuurlijk kapitaal. De kwaliteit van leven moet eerder vanuit multi-disciplinair opzicht worden gezien en kan niet enkel vanuit puur economisch opzicht worden bekeken.
Een van de methodes die gebruikt wordt in de ecologische economie is de energiebalans. Dit kan worden gebruikt om energie door een systeem te volgen, met behulp van de Eerste en Tweede wetten van thermodynamica. Het is een middel om het hulpbronnengebruik en milieueffecten te bepalen, om te bepalen hoeveel energie er nodig is op elk punt in een systeem en in onder welke vorm die energie een kost is voor verschillende milieuproblemen.

## Publicaties
- McCauley, D. J. (2006) Selling out on nature. Nature 443(7): 27-28
- Costanza, R., d'Arge, R., de Groot, R., Farber, S., Grasso, M., Hannon, B., Naeem, S., Limburg, K., Paruelo, J., O'Neill, R.V., Raskin, R., Sutton, P., and van den Belt, M. 1997. The value of the world's ecosystem services and natural capital. Nature 387: 253-260.
- Daly, H. 1991. Steady-State Economics (2nd ed.). Washington, D.C.: Island Press.
- Daily, G.C. 1997. Nature's Services: Societal Dependence on Natural Ecosystems. Washington, D.C.: Island Press.
- Daly, H. and Farley, J. 2004. Ecological Economics: Principles and Applications. Washington: Island Press.
- Jose Maria Figueres Olson (Foreword), Robert Costanza (Editor), Olman Segura (Editor), Juan Martinez-Alier (Editor), Juan Martinez Alier (Author) (1996) "Getting Down to Earth: Practical Applications Of Ecological Economics" (Intl Society for Ecological Economics) (Island Press)
- Hawken, Paul (1994) "The Ecology of Commerce" (Collins)
- Hawken, Paul; Amory and Hunter Lovins (2000) "Natural Capitalism: Creating the Next Industrial Revolution" (Back Bay Books)
- Kapp, K. W. (1950) The Social Costs of Private Enterprise. New York: Shocken.
- Millennium Ecosystem Assessment. 2005. Ecosystems and Human Well-Being: Biodiversity Synthesis. Washington, D.C.: World Resources Institute.
- Norgaard, R. B. (1994) Development Betrayed: The End of Progress and a Coevolutionary Revisioning of the Future. London: Routledge.
- Norgaard, R.B. and Bode, C. 1998. Next, the value of God, and other reactions. Ecological Economics 25: 37-39.
- Pearce, Fred "Blueprint for a Greener Economy"
- Polanyi, K. (1944) The Great Transformation. New York/Toronto: Rinehart & Company Inc.
- Georgescu-Roegen, N. 1971. The Entropy Law and the Economic Process. Cambridge, Mass.: Harvard University Press.
- Røpke, I. (2004) The early history of modern ecological economics. Ecological Economics 50(3-4): 293-314. Røpke, I. (2005) Trends in the development of ecological economics from the late 1980s to the early 2000s. Ecological Economics 55(2): 262-290.
- Spash, C. L. (1999) The development of environmental thinking in economics. Environmental Values 8(4): 413-435.
- Spash, C. L. (2007) The economics of climate change impacts à la Stern: Novel and nuanced or rhetorically restricted? Ecological Economics 63(4): 706-713
- Schumacher, E.F. 1973. Small is Beautiful: A Study of Economics as if People Mattered. London: Blond and Briggs.